# Certima lapa
Certima lapa là một loài bướm đêm trong họ Geometridae.